# 方隐石蛛
方隐石蛛（学名：Titanoeca quadriguttata）为隐石蛛科隐石蛛属的动物。分布于古北区以及中国大陆的新疆、甘肃、青海等地，常生活于石下。该物种的模式产地在欧洲。